# William-Dieterle-Filmpreis
Der William-Dieterle-Filmpreis wird alle drei Jahre von der Stadt Ludwigshafen am Rhein für „herausragende cineastische Leistungen in der Beschäftigung mit kulturellen und gesellschaftlichen Fragen“ an Filmemacher im deutschsprachigen Raum vergeben. Neben dem Hauptpreis wird jeweils auch ein Sonderpreis „zur Förderung der Verständigung zwischen verschiedenen kulturellen und ethnischen Gruppen“ ausgeschrieben.
Die Preise werden „in Würdigung der Verdienste“ des Regisseurs William Dieterle, dessen Geburtsstadt Ludwigshafen am Rhein ist, von einem Beirat auf Vorschlag einer aus drei Filmexperten bestehenden Fachjury vergeben. Begründet wurde der Filmpreis 1993 anlässlich des hundertsten Geburtstages Dieterles.

## Bisherige Preisträger

### Hauptpreis
- 1993: Gordian Maugg für Der Olympische Sommer
- 1996: Jeanine Meerapfel und Alcides Chiesa für Amigomio und Uli Kick für Todorov – ein Gangsterfilm
- 1999: Lutz Dammbeck für Das Meisterspiel
- 2002: Andreas Dresen für Halbe Treppe
- 2006: Gordian Maugg für Zeppelin!
- 2009: Marie Miyayama für Der rote Punkt
- 2013: Klaus Stanjek für Klänge des Verschweigens

### Sonderpreis
- 1993: Nina Gladitz und Perez Lorenzo für Perlasca
- 1996: Andreas Guttner für Kreuz und Quer
- 1999: Fatih Akın für Kurz und schmerzlos
- 2002: Christian Bauer für Missing Allen, Marion Kainz für Der Tag, der in der Handtasche verschwand und Marc Rothemund für Die Hoffnung stirbt zuletzt
- 2013: Katinka Zeuner für Jalda und Anna – Erste Generation danach

Seit 2013 erfolgten keine weiteren Preisverleihungen mehr (Stand Mai 2021).

## Weblink
- Porträt Williams-Dieterle-Filmpreis

## Einzelbelege
1. ↑  Williams-Dieterle-Filmpreis für Marie Miyayama